# Никлассон, Йёран
Ни́льс Йёран Ни́классон (швед. Nils Göran Niklasson; 20 августа 1942, Омольс — 27 января 2018, Омоль, Вестра-Гёталанд) — шведский футболист, играл на позиции полузащитника. Участник чемпионата мира по футболу 1970 года.

## Биография

### Клубная карьера
Никлассон большую часть карьеры играл за «Гётеборг», в составе которого в 1969 году выиграл чемпионский титул. Всего за «сине-белых» за 10 сезонов сыграл 154 матча и забил 35 голов.
Затем он играл в течение двух сезонов за «Сундсвалль» и завершил карьеру.

### Карьера в сборной
В составе сборной Швеции принимал участие на чемпионате мира по футболу 1970 года, где сыграл в двух матчах группового этапа со сборными Италии (0:1) и Уругвая (1:0). Всего за сборную Швеции сыграл 8 матчей и забил 1 гол.

### Смерть
Скончался 27 января 2018 года в возрасте 75 лет.

## Достижения
«Гётеборг»
- Чемпион Швеции по футболу (1): 1969